# Tomoko Motegi
Tomoko Motegi (japanisch 茂木 智子; * 8. August 1978) ist eine ehemalige japanische Hürdenläuferin, die sich auf die 100-Meter-Distanz spezialisiert hat.

## Sportliche Laufbahn
Erste internationale Erfahrungen sammelte Tomoko Motegi vermutlich im Jahr 1996, als sie bei den Juniorenasienmeisterschaften in Neu-Delhi in 13,98 s die Bronzemedaille über 100 m Hürden gewann. 2001 belegte sie bei den Ostasienspielen in Osaka in 13,49 s den fünften Platz und 2004 gewann sie bei den erstmals ausgetragenen Hallenasienmeisterschaften in Teheran in 8,48 s die Silbermedaille im 60-Meter-Hürdenlauf hinter der Chinesin Jia Xu. 2007 bestritt sie ihre letzten offiziellen Wettkämpfe und beendete daraufhin ihre aktive sportliche Karriere im Alter von 28 Jahren.

## Persönliche Bestleistungen
- 100 m Hürden: 13,38 s (+1,3 m/s), 3. November 2000 in Hamamatsu
  - 60 m Hürden (Halle): 8,35 s, 22. Februar 2003 in Yokohama